# Музей Аккорси-Ометто
Музей Фонда Аккорси-Ометто (итал. Il Museo Fondazione Accorsi-Ometto) — частный музей, расположенный в Турине, Пьемонт, на севере-западе Италии. Хронологически это первый музей декоративно-прикладного искусства в Италии. Музей основан на наследии, оставленном Пьетро Аккорси (ит., 1891—1982), и открыт в 1999 году Джулио Ометто, президентом Фонда Пьетро Аккорси и временным директором музея.

## История
История здания будущего музея связана с деятельностью монахов-антониан, которые в 1616 году открыли большой комплекс для верующих и больных (Collegio dei Padri Antoniani), включая оспедале и церковь, посвящённые Святому Антонию. Более ста лет это здание было одной из самых престижных резиденций антониан в Пьемонте и в Италии.
В середине XVIII века резиденция была модернизирована архитектором Бернардо Виттоне, который перестроил церковь, хор, колокольню и подготовил украшение пресбитерия. После упразднения в 1776 году Ордена антонианцев дворец и церковь были переданы благотворительной организации, а затем в XIX веке перешли к Ордену Святых Мориса и Лазаря.
В этот период в некоторых комнатах здания останавливался художник Антонио Фонтанези, там он и умер 17 апреля 1882 года. На входной двери музея установлена мемориальная доска.
В конце 1920-х годов здание приобрёл Пьетро Аккорси, успешный торговец антиквариатом. После его смерти 26 октября 1982 года универсальным наследником всего имущества и значительной коллекции предметов искусства был назначен Джулио Ометто. При этом ядром музейной коллекции управлял Фонд Аккорси, пожизненным президентом которого был назначен Ометто.
В 1986 году Джулио Ометто, как указано в завещании, приступил к дальнейшему расширению и без того большой коллекции, завещанной Пьетро Аккорси, включая мебель, фарфор, скульптуры и предметы интерьера, происходящие в основном из виллы Паола и других резиденций покойного торговца антиквариатом. С дальнейшими приобретениями, сделанными Джулио Ометто, коллекция превысила три тысячи экземпляров, заняв двадцать семь залов здания. Новый музей был открыт 2 декабря 1999 года.
После смерти Джулио Ометто в 2019 году его личная коллекция также вошла в состав музейного собрания.

## Состав коллекции
Маршрут музея разделён на две части. Первый посвящен мебели, серии витрин с изделиями из хрусталя фирмы «Baccarat», серебром, табакерками и фарфором из Майсена, Франкенталя и Севра; второй посвящён меблированным комнатам, так, как их обставил Пьетро Аккорси на своей вилле Паола на холме Монкальери. В последовательности комнат, помимо драгоценных предметов мебели, шпалер и картин XVIII века, можно увидеть французскую, венецианскую и пьемонтскую мебель, среди которой выделяется знаменитый двойной корпус, подписанный и датированный 1738 годом Пьетро Пиффетти и считающийся самым необычным предметом мебели в мире.

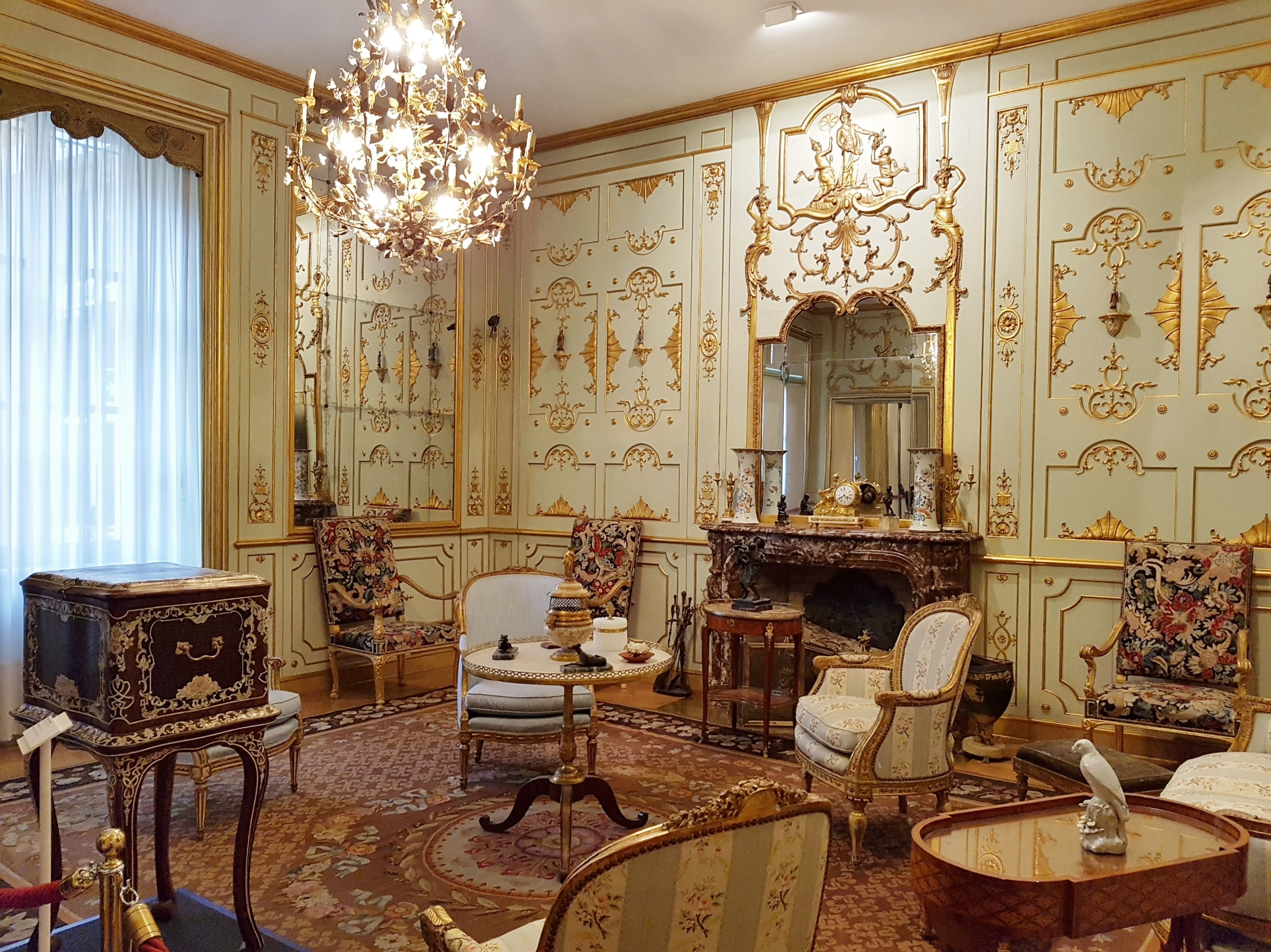
Первый зал Чиньяроли
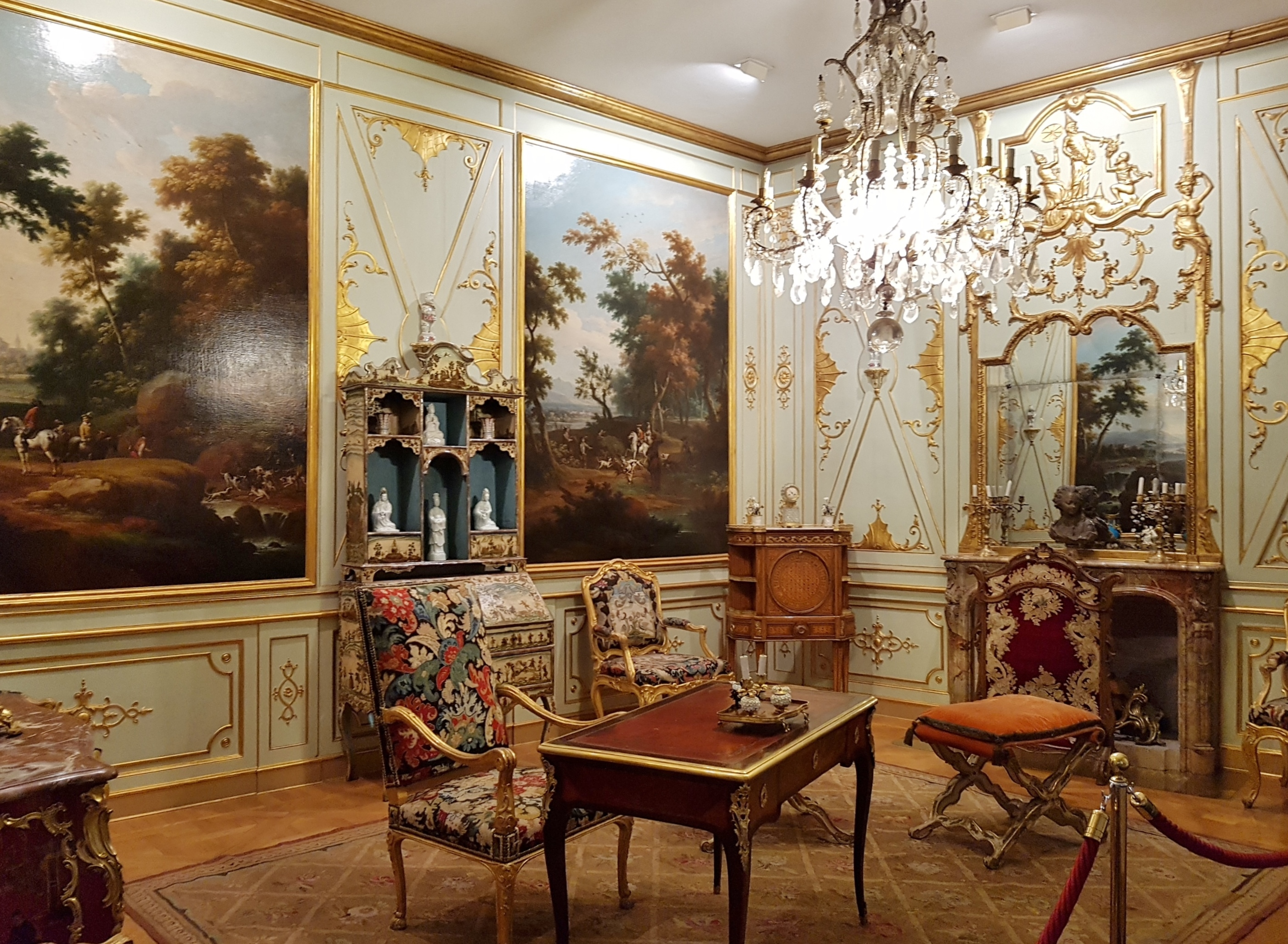
Второй зал Чиньяроли
В. А. Чиньяроли. Пейзаж с фигурами. Между 1750 и 1800. Холст, масло
В. А. Чиньяроли. Пастораль. Между 1750 и 1800. Холст, масло
Ф. Буше. Пасторальная сцена. Между 1730 и 1760. Холст, масло
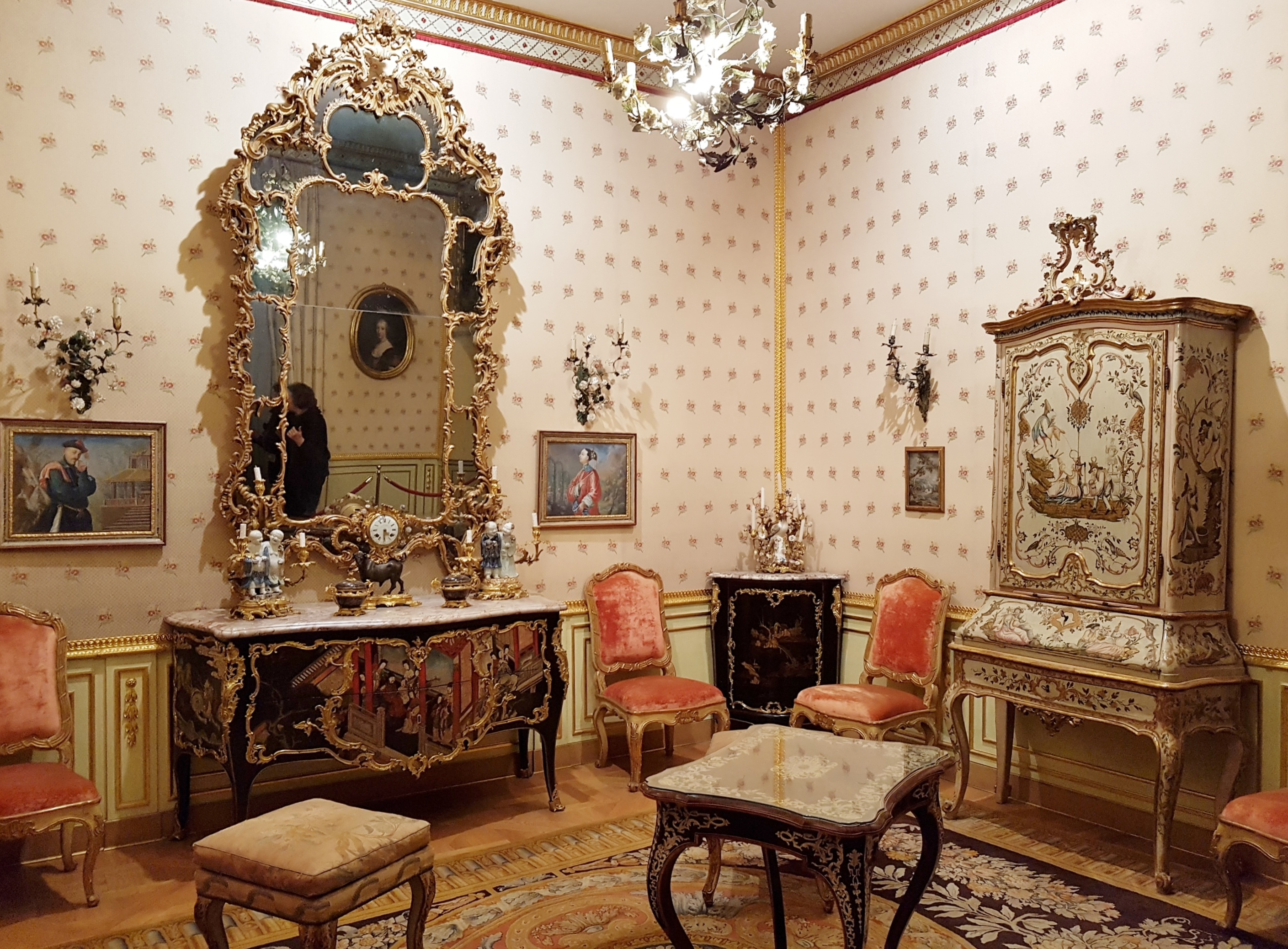
Салон Людовика XV
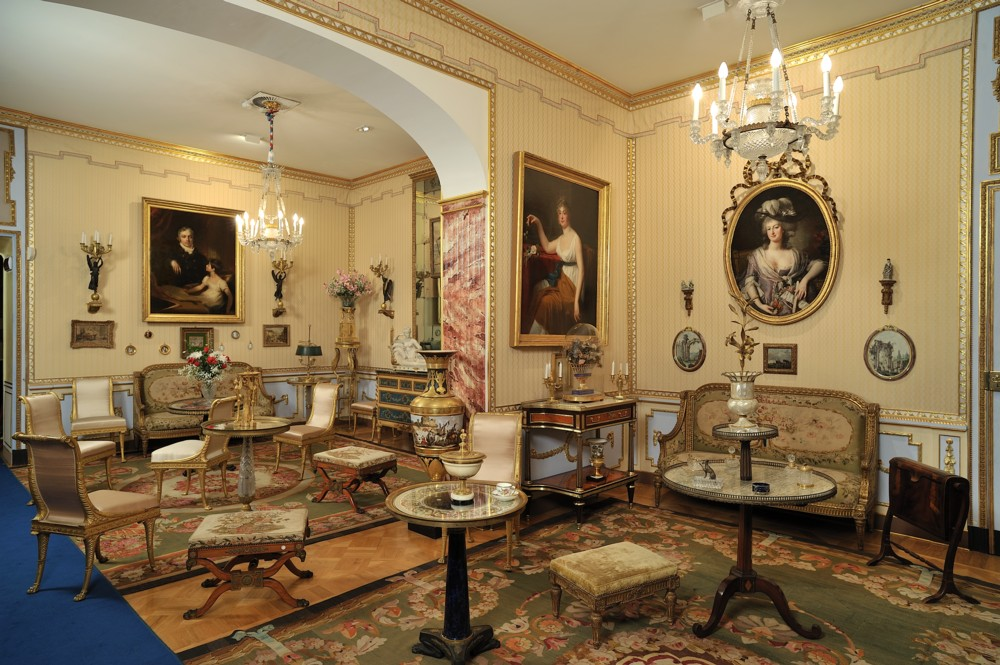
Комната Людовика XVI
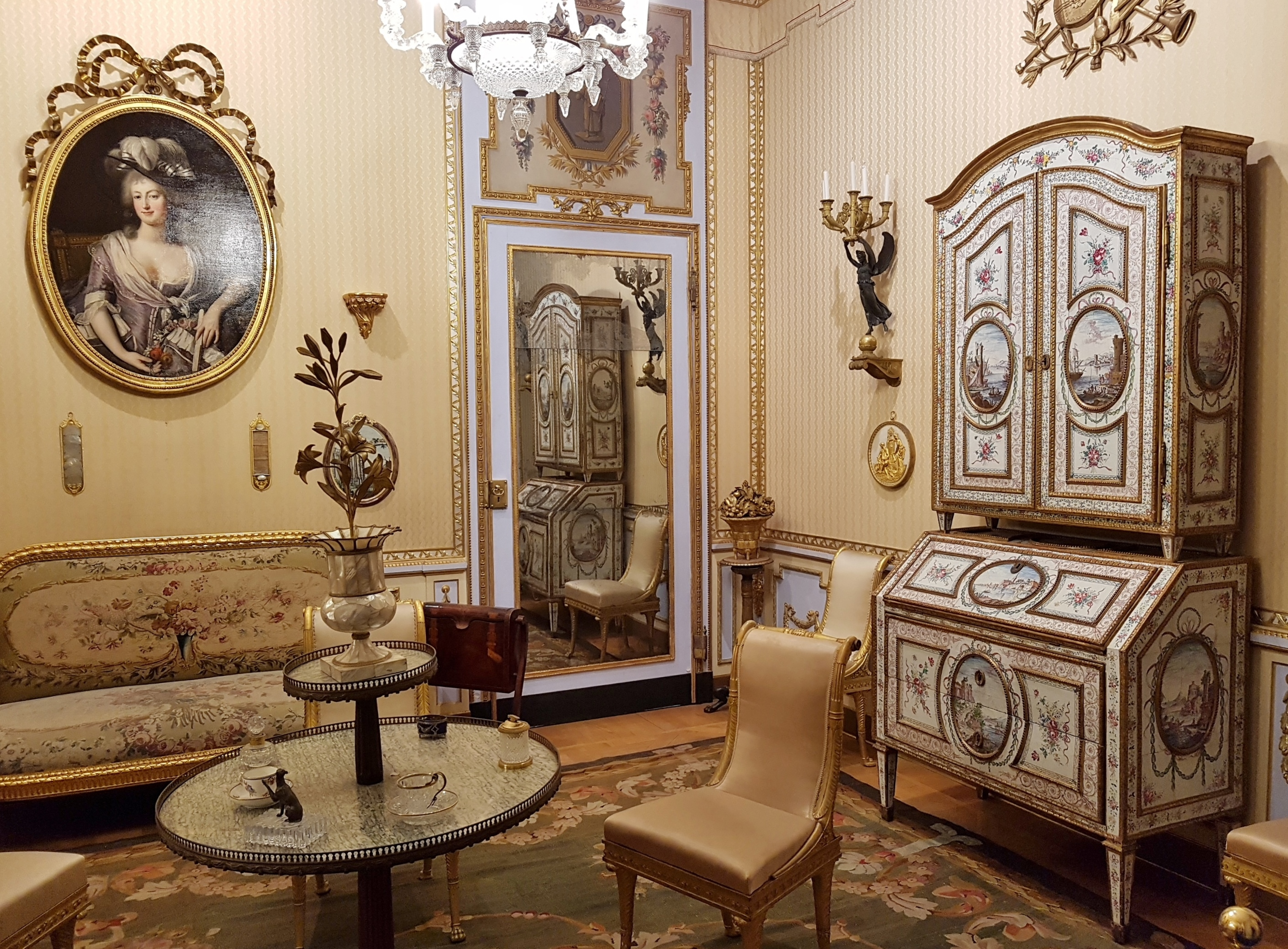
Салон Людовика XVI
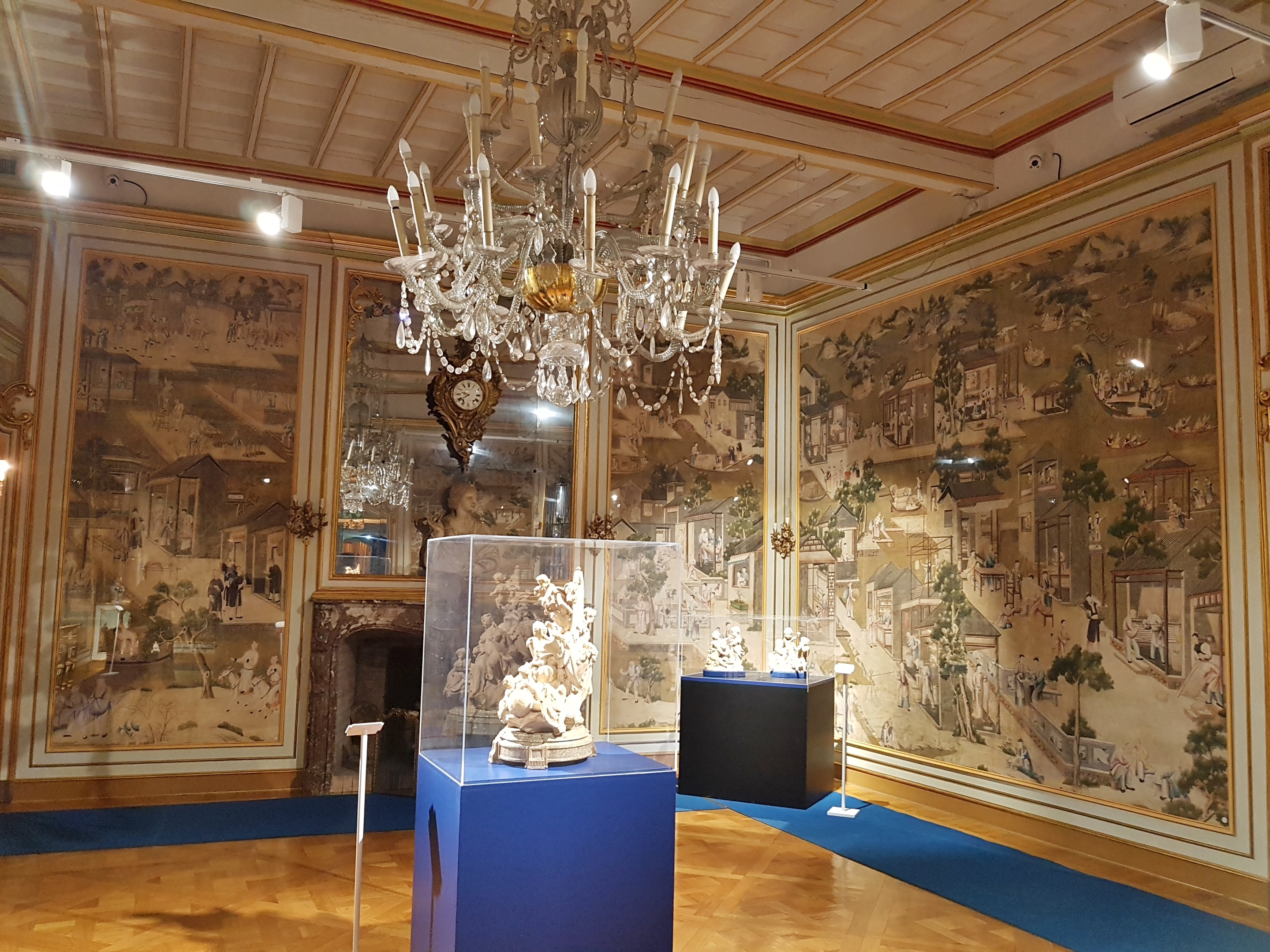
Зал китайских панно
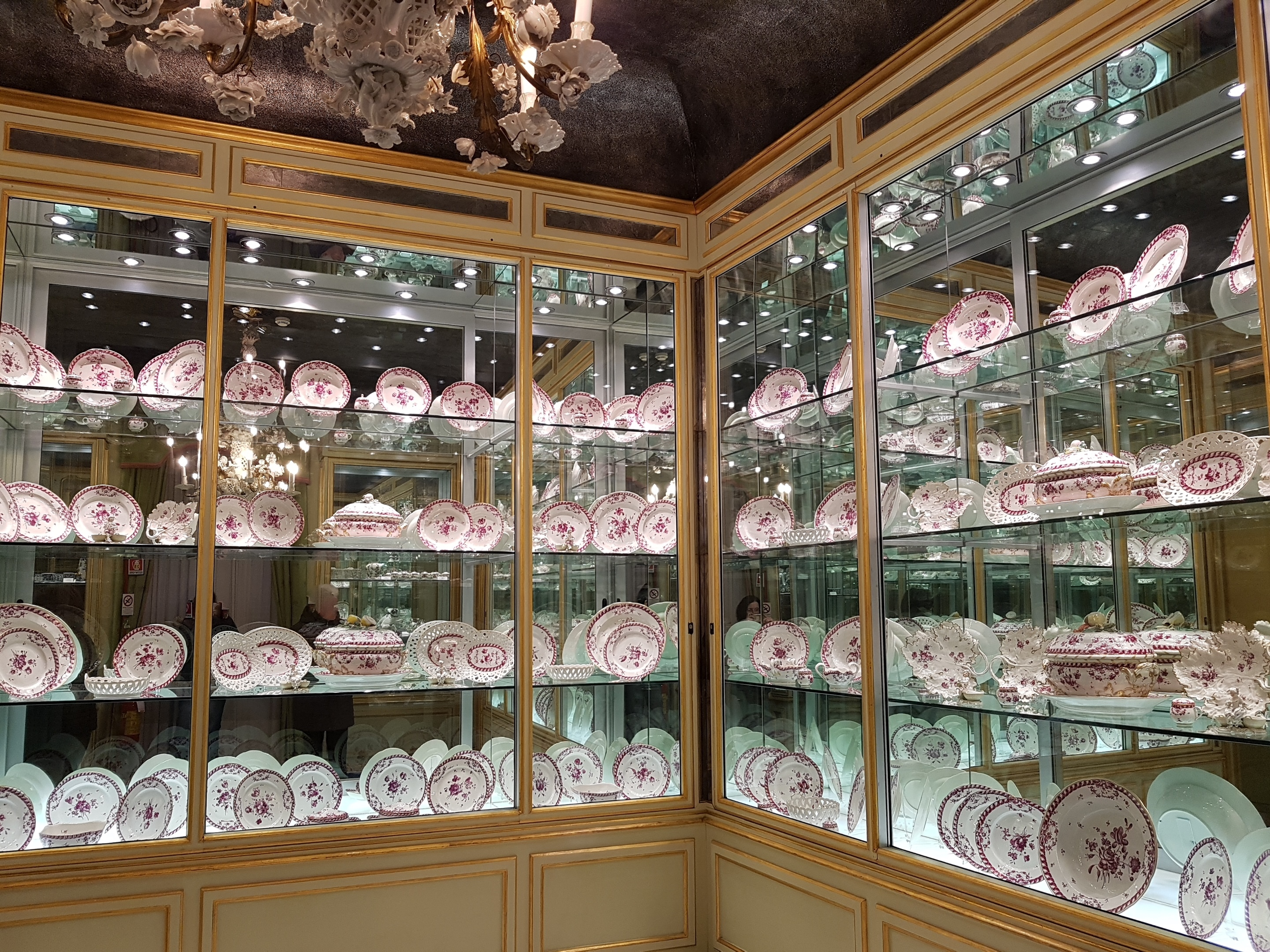
Зал фарфора
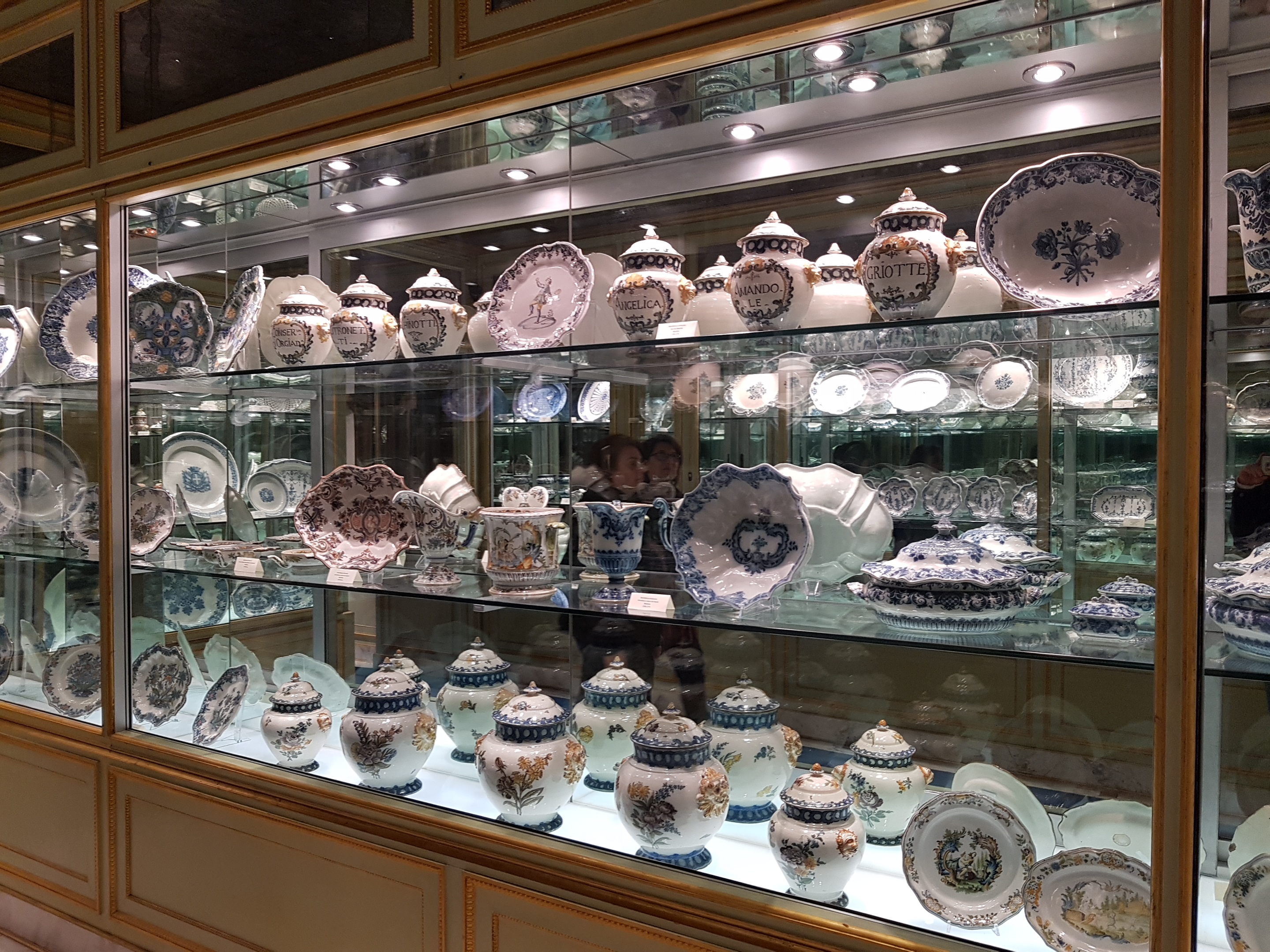
Зал керамики
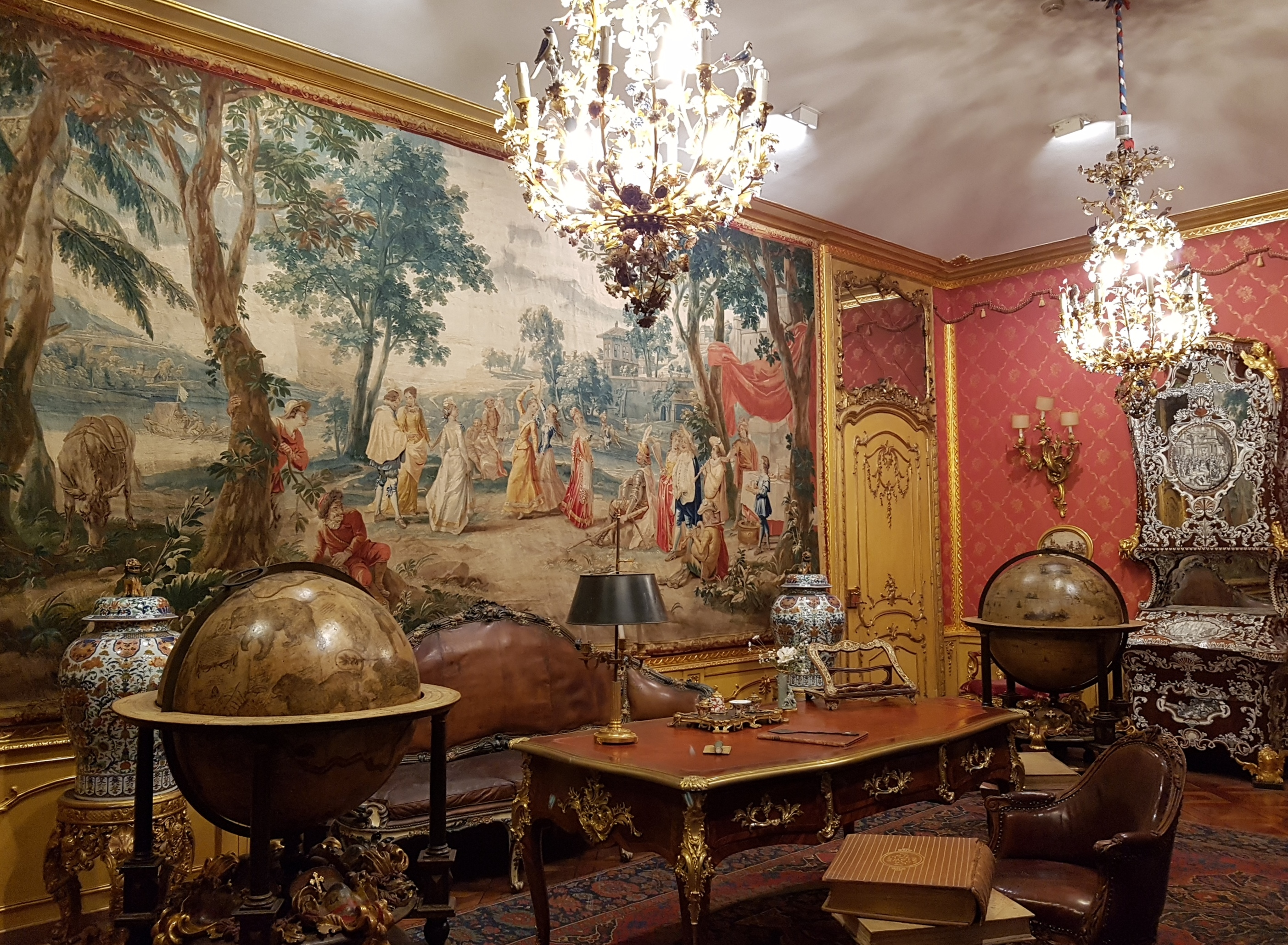
Салон Пиффетти
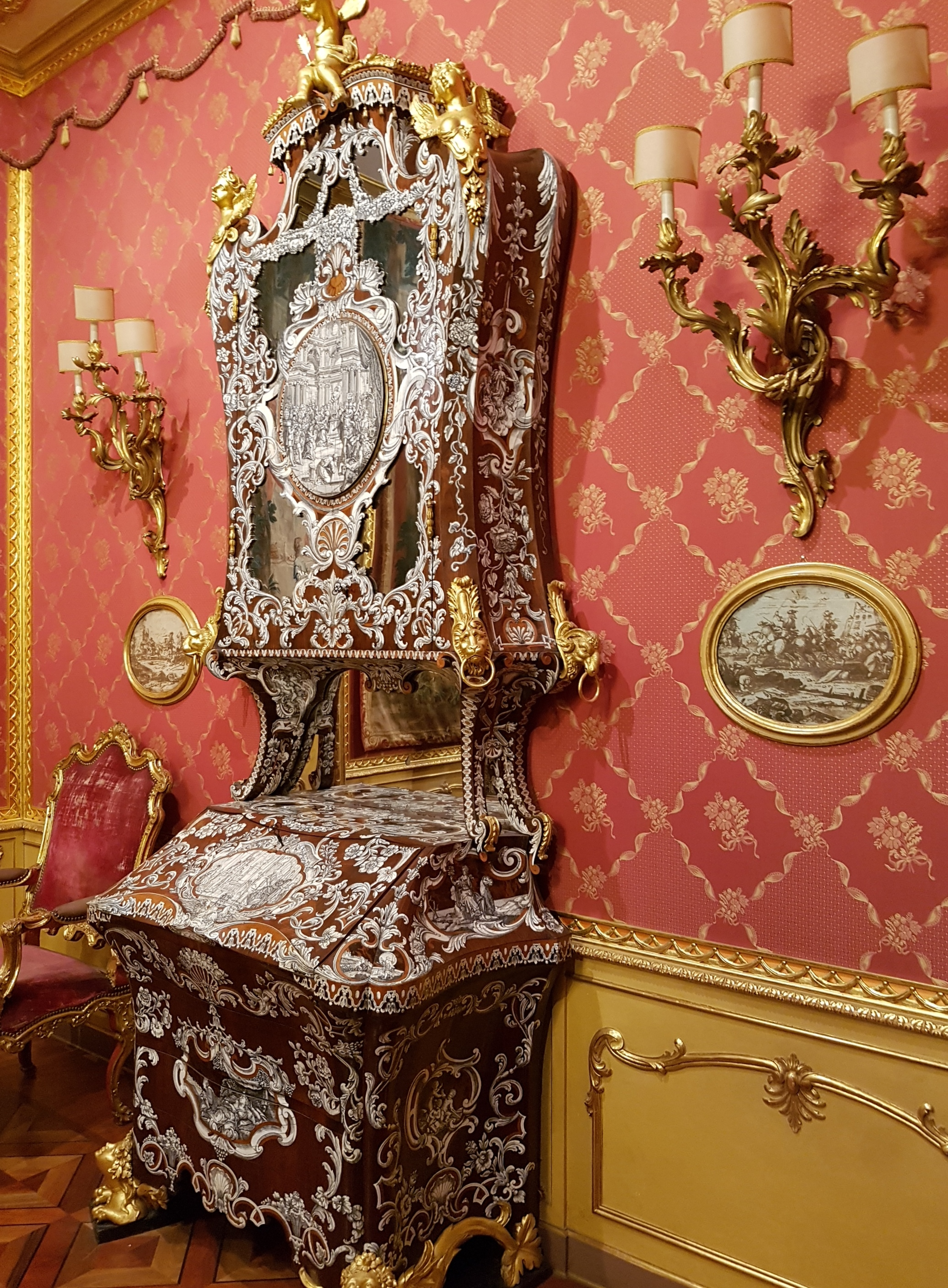
«Двойной корпус» Пьетро Пиффетти. 1738
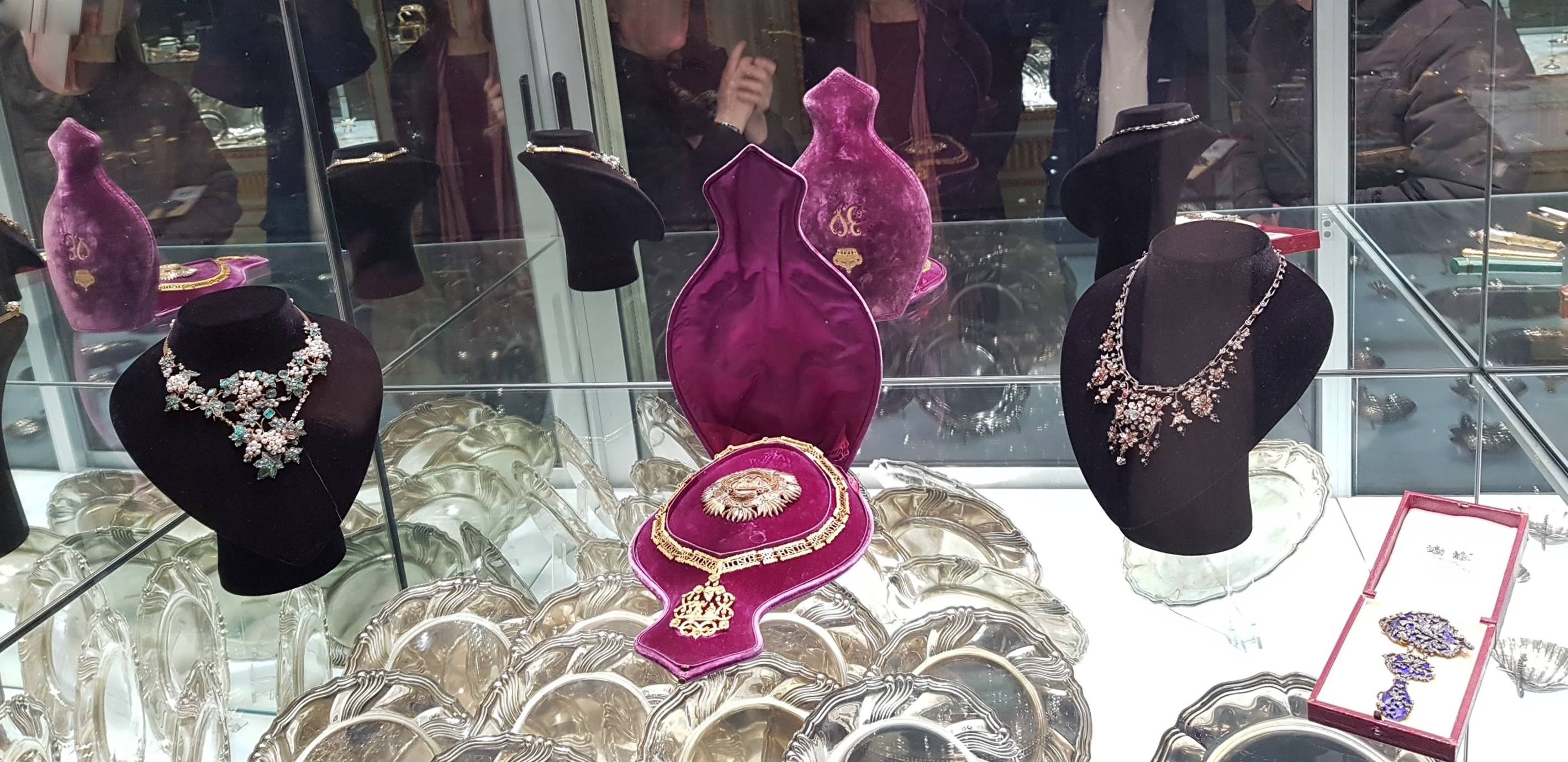
Зал драгоценностей